# Louis Kaufman
Louis Kaufman (Portland, 10 maggio 1905 – Los Angeles, 9 febbraio 1994) è stato un violinista e violista statunitense.

## Biografia
Louis Kaufman nacque a Portland (Oregon) da una famiglia di origine rumena. Iniziò a studiare il violino nella sua città natale con Albert Kreitz, Frank Eichenlaub, Henry Bettmann. Dai 13 anni continuò gli studi con Franz Kneisel a New York City presso l'Institute of Musical Art (poi Juilliard School). Intraprese anche lo studio della viola e dal 1926 al 1933 suonò come violista nel Musical Art Quartet Il suo debutto come solista alla Town Hall di New York nel 1928 fu sotto l’egida del ‘Walter W. Naumburg Foundation’.
Successivamente, ebbe l’opportunità di suonare musica da camera con Pau Casals, Mischa Elman, Jascha Heifetz, Fritz Kreisler, Gregor Piatigorsky e Efrem Zimbalist.
Nel 1932 sposò la pianista Annette Leboyle (Kaufman) con la quale suonò nel corso di circa mezzo secolo. 
Si trasferì a Los Angeles iniziando a suonare in brevi recital radiofonici, ma entrò ben presto nel circuito dell’industria cinematografica. Nel 1934 Kaufman registrò le parti soliste per la colonna sonora del film La vedova allegra di Ernst Lubich (musiche di Franz Lehár); questa performance segnò l'inizio della sua lunga carriera per i film Hollywood. Si stima che abbia preso parte a circa 500 colonne sonore. 
Nel corso degli anni effettuò alcune prime esecuzioni di composizioni del XX secolo, tra cui musiche di Bohuslav Martinů, Anthony Collins, Lars-Erik Larsson, Henri Sauguet, Dag Wiren, Leighton Lucas. 
Kaufman è stato uno dei pionieri della registrazione de Le quattro stagioni di Antonio Vivaldi, incidendole nel 1947; pubblicate due anni dopo, vinsero il Grand Prix du Disque nel 1950. Il successo della pubblicazione contribuì alla rinascita di un ampio interesse per Vivaldi. Si dedicò anche alla revisione di composizioni, pubblicando presso case editrici statunitensi diversi brani per violino. Fu proprietario del violino Antonio Stradivari Barrère del 1727. Kaufman mancò nel 1994 all'età di 88 anni, a Los Angeles. La moglie Annette Kaufman nel settembre 2003 ha curato la pubblicazione delle memorie del marito, A Fiddler's Tale - How Hollywood e Vivaldi Discovered Me.

## Revisioni
- Aaron Copland, Waltz and celebration: from "Billy the Kid" for violin and piano; violin part edited by Louis Kaufman, New York, Boosey & Hawkes, 1950
- Louis Spohr, [3] Sonate concertanti for harp and violin, op. 113-114-115; revised and edited by Marjorie Call and Louis Kaufman, Bryn Mawr, Theodore Presser Company, 1966, 1959, 1969
- Dmitrij Borisovič Kabalevskij, Concerto for violin and orchestra, op. 48; reduction for Violin and Piano by the Composer; Edited with special annotations by Louis Kaufman, New York, Leeds Music Corporation, c 1951
- Hermann Goetz, Concerto in sol maggiore op. 22 [1868], Edited by Louis Kaufman, New York, International Music Company, s.a.

## Scritti
- Warming-Up Scales and Arpeggios for violin, New York, IMC (International Music Company) 1993
- Louis Kaufman and Annette Kaufman, A Fiddler's Tale - How Hollywood e Vivaldi Discovered Me, Madison, University of Wisconsin Press, 2003